# Matthias Zschokke
Matthias Zschokke (Berna, Suïssa, 29 d'octubre de 1954) és un escriptor i cineasta suís.

## Vida
Va assistir a l'escola de teatre a la Schauspielschule Bochum. Des de 1980, viu com a escriptor i cineasta a Berlín.
Ha escrit nou volums de prosa, vuit obres de teatre i tres pel·lícules.

## Premis
- 1981 Premi Robert Walser de la ciutat i cantó de Berna, per Max
- Beca 1983 del Fons de Literatura Alemanya
- 1986 Premi de la Crítica de Cinema alemanya a la millor pel·lícula Edvige Scimitt
- 1989 elecció de la revista Theater Today al millor dramaturg jove
- Premi de cinema de Berna 1989 per la pel·lícula The Wild Man
- 1991 Premi Hans-Erich-Nossack
- Premi Gerhart Hauptmann 1992 per Els alfabets
- Premi 1994 per L'amic ric
- 1995 Premi de l'Institut Goethe per els alfabets
- 1996 Literatura d'Argovia
- Premi de Literatura 2000 de la Ciutat de Berna
- 2002 Premi de la Comissió de literatura en llengua alemanya de Berna
- 2002 Swiss Schiller Foundation, premi treballs individuals
- Solothurner Literaturpreis de 2006
- Premi obres individuals de la Fundació Suïssa Schiller 2006
- Premi de Literatura 2006 del Cantó de Berna
- Prix Femina 2009 Étranger

## Obres

### Prosa
- Max. Novel·la. München: Ullstein, 1982
- Prinz Hans. Novel·la. München 1984; Ullstein, 1987, ISBN 978-3-548-20797-1
- ErSieEs. Novel·la. München 1986
- Piraten. Novel·la. Frankfurt am Main: Luchterhand Literaturverlag, 1991, ISBN 978-3-630-86752-6
- Der dicke Dichter. Novel·la. Bruckner & Thünker, Basel/Köln 1995
- Das lose Glück. Novel·la. Ammann Verlag, Zürich, 1999
- Ein neuer Nachbar. Erzählungen. Ammann, Zürich 2002, ISBN 3-250-60036-9
- Maurice mit Huhn. Novel·la. Ammann, Zürich 2006, ISBN 3-250-60090-3
- Auf Reisen. Erzählung. Ammann, Zürich 2008, ISBN 3-250-60127-6[4]
- Lieber Niels. Wallstein, Göttingen 2011, ISBN 978-3-8353-0909-8
- Der Mann mit den zwei Augen. Wallstein, Göttingen 2012, ISBN 978-3-8353-1111-4
- Die strengen Frauen von Rosa Salva. Wallstein, Göttingen 2014, ISBN 978-3-8353-1511-2
- Die Wolken waren groß und weiß und zogen da oben hin. Wallstein, Göttingen 2016, ISBN 978-3-8353-1875-5
- Ein Sommer mit Proust. Wallstein, Göttingen, 2017, ISBN 978-3-8353-3131-0

### Teatre
- Elefanten können nicht in die Luft springen, weil sie zu dick sind – oder wollen sie nicht. Kiepenheuer, Berlin 1983 (UA Berlin 1986)
- Brut. Kiepenheuer, Berlin 1986 (UA Bonn 1988)
- Die Alphabeten. Kiepenheuer, Berlin: Kiepenheuer-Bühnenvertriebs-GmbH, 1990; (UA Bern 1994)
- Der reiche Freund. Kiepenheuer, Berlin 1994 (UA Hannover 1995)
- Die Exzentrischen. Kiepenheuer, Berlin 1997, Gustav Kiepenheuer Bühnenvertriebs-GmbH
- Die Einladung. Kiepenheuer, Berlin: Kiepenheuer Bühnenvertriebs-GmbH, 2000; (UA Genf 2006)
- Die singende Kommissarin. Kiepenheuer, Berlin, Kiepenheuer Bühnenvertriebs-GmbH, 2001; (UA Berlin 2002)
- Raghadan. Kiepenheuer, Berlin 2005 (unaufgeführt)

### Pel·lícules
- Edvige Scimitt, 1985
- Der wilde Mann, 1988
- Erhöhte Waldbrandgefahr, 1996[5]